# Roman Gallewicz
Roman Czesław Gallewicz (ur. 28 lutego 1898 w Seredynkach, pow. tarnopolski, zm. wiosną 1940 w Katyniu) – chorąży Wojska Polskiego, kawaler Krzyża Walecznych, ofiara zbrodni katyńskiej.

## Życiorys
Syn Alfreda i Józefy z domu Sas-Dubanowicz. Był absolwentem Szkoły Oficerskiej w Grudziądzu. 
W okresie międzywojennym służył w kwatermistrzostwie 24 pułku artylerii lekkiej. 
W kampanii wrześniowej wzięty do niewoli radzieckiej. Prawdopodobnie najpierw przebywał w obozie kozielszczańskim, a następnie przeniesiony do Kozielska. Wynika to z karty rejestracyjnej obozu kozielszczańskiego. Do kozielskiego obozu jenieckiego przybył 4 listopada 1939. 28 kwietnia 1940 przekazany do dyspozycji naczelnika smoleńskiego obwodu NKWD – lista wywózkowa  052/4 z 27.04.1940. Został zamordowany 30 kwietnia 1940 roku przez NKWD w lesie katyńskim. Zidentyfikowany podczas ekshumacji prowadzonej przez Niemców w 1943, zapis w dzienniku ekshumacji pod datą 08.05.1943. Przy szczątkach znaleziono dowód osobisty, medalik z łańcuszkiem. Figuruje na liście AM-208-1540 i liście Komisji Technicznej PCK pod numerem 01540. Nazwisko Gallewicza (zapisane jako Gallilewicz) znajduje się na liście ofiar (pod nr 1540) opublikowanej w Gońcu Krakowskim nr 141 i w Nowym Kurierze Warszawskim nr 146 z 1943. Pochowany w Bratniej Mogile nr III. 
Postanowieniem nr 112-49-07 Prezydenta RP Lecha Kaczyńskiego z 5 października 2007 został pośmiertnie mianowany na stopień podporucznika. Awans został ogłoszony 10 listopada 2007, w Warszawie, w trakcie uroczystości „Katyń Pamiętamy – Uczcijmy Pamięć Bohaterów”.

## Ordery i odznaczenia
- Krzyż Niepodległości – 16 września 1931 roku „za pracę w dziele odzyskania niepodległości”[6]
- Krzyż Walecznych
- Krzyż Zasługi
- Odznaka Honorowa „Orlęta”
- Krzyż Kampanii Wrześniowej – pośmiertnie 1 stycznia 1986[7]